# Sant Miquel de Monteia
Sant Miquel de Monteia es una entidad de población española del municipio de Sales de Llierca, perteneciente a la provincia de Gerona, en la comunidad autónoma de Cataluña.

## Demografía
En 2023, la entidad singular de población de Sant Miquel de Monteia tenía empadronados 3 habitantes, todos ellos en diseminado.